# Hipohydrotyczna dysplazja ektodermalna

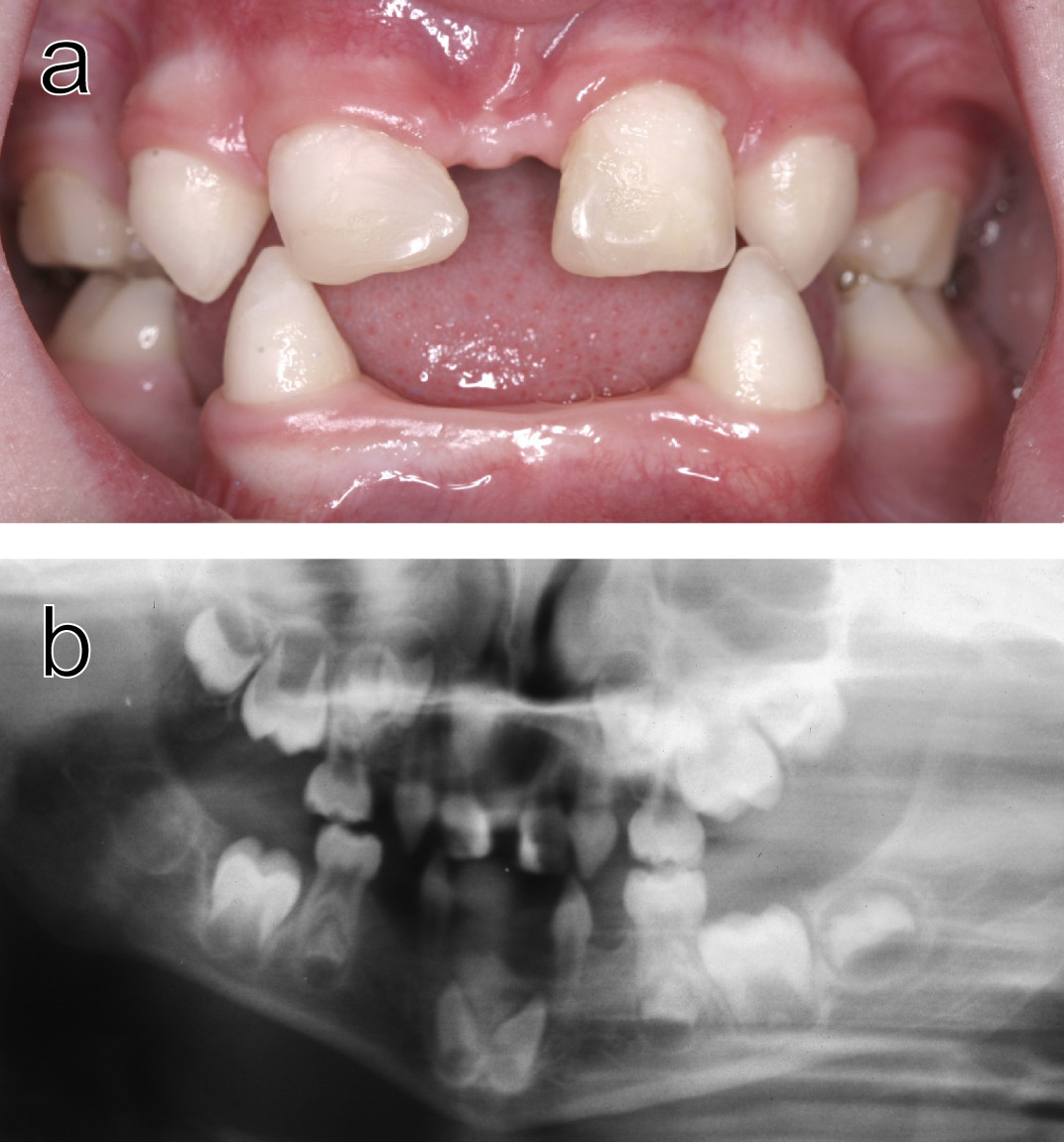
Nieprawidłowo wykształcone zęby u 6-letniej Szwedki, u której, tak jak u innych członków rodziny, stwierdzono mutację w genie EDAR odpowiedzialną za dziedziczoną autosomalnie dominująco postać HED. Zrekonstruowano przy użyciu kompozytów prawidłowy kształt górnych siekaczy, pierwotnie również stożkowatego kształtu. Na ortopantomogramie poniżej widać 10 zębów mlecznych i 11 stałych u tej samej pacjentki

Hipohydrotyczna dysplazja ektodermalna (ang. hypohidrotic ectodermal dysplasia, HED) – grupa zaburzeń rozwojowych uwarunkowanych genetycznie, objawiających się nieprawidłowo wykształconymi strukturami pochodzenia ektodermalnego: zębami, włosami, paznokciami i gruczołami skórnymi. Na fenotyp tych chorób mogą składać się hipodoncja lub anodoncja, hyportichosis lub alopecja, hypohidrosis lub anhydroza. Stożkowate zęby są bardzo charakterystyczne dla pacjentów z HED, ale nie patognomoniczne. Objawy mogą być zmienne nawet w obrębie jednej rodziny. Zmniejszona lub zniesiona zdolność regulacji temperatury ciała przez pocenie się może prowadzić do zagrażającej życiu hipertermii, zwłaszcza u małych dzieci z nierozpoznaną chorobą.
Najczęstszym typem HED jest postać sprzężona z płcią (ED1, OMIM#305100), ale opisano także rzadkie, dziedziczone autosomalnie dominująco (ED3, OMIM#129490) i autosomalnie recesywne (OMIM#224900) postaci.
Najbardziej znaną osobą cierpiącą na HED jest amerykański aktor Michael Berryman.